# 普拉斯基特环形山
普拉斯基特环形山（Plaskett）是位于月球背面北极区的一座大型撞击坑，约形成于38-32亿年前的晚雨海世，其名称取自加拿大天文学家約翰·斯坦利·普拉斯基特（1865年-1941年），1976年被国际天文学联合会批准接受。

## 描述

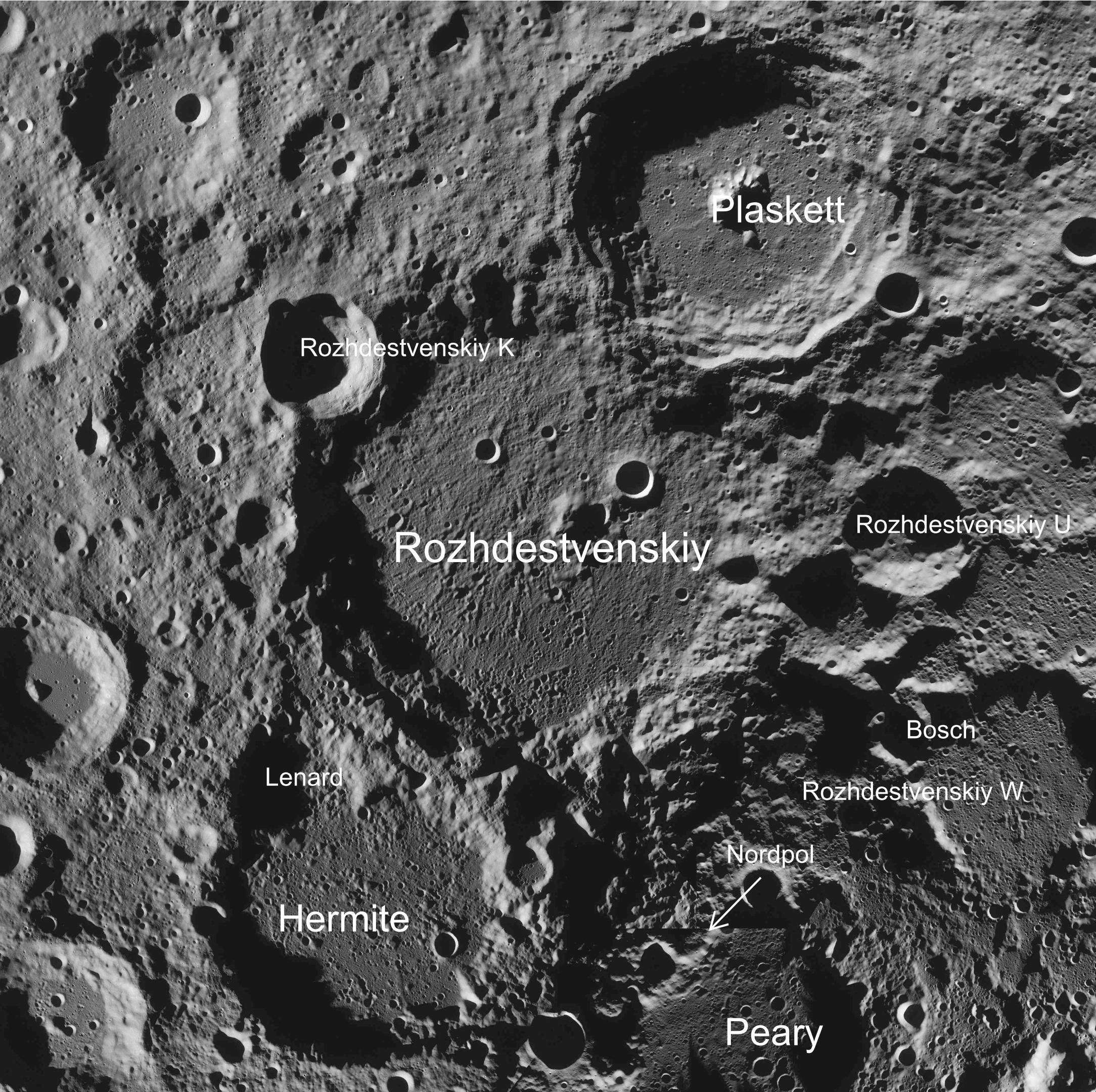
普拉斯基特环形山的周边，月球勘测轨道飞行器。

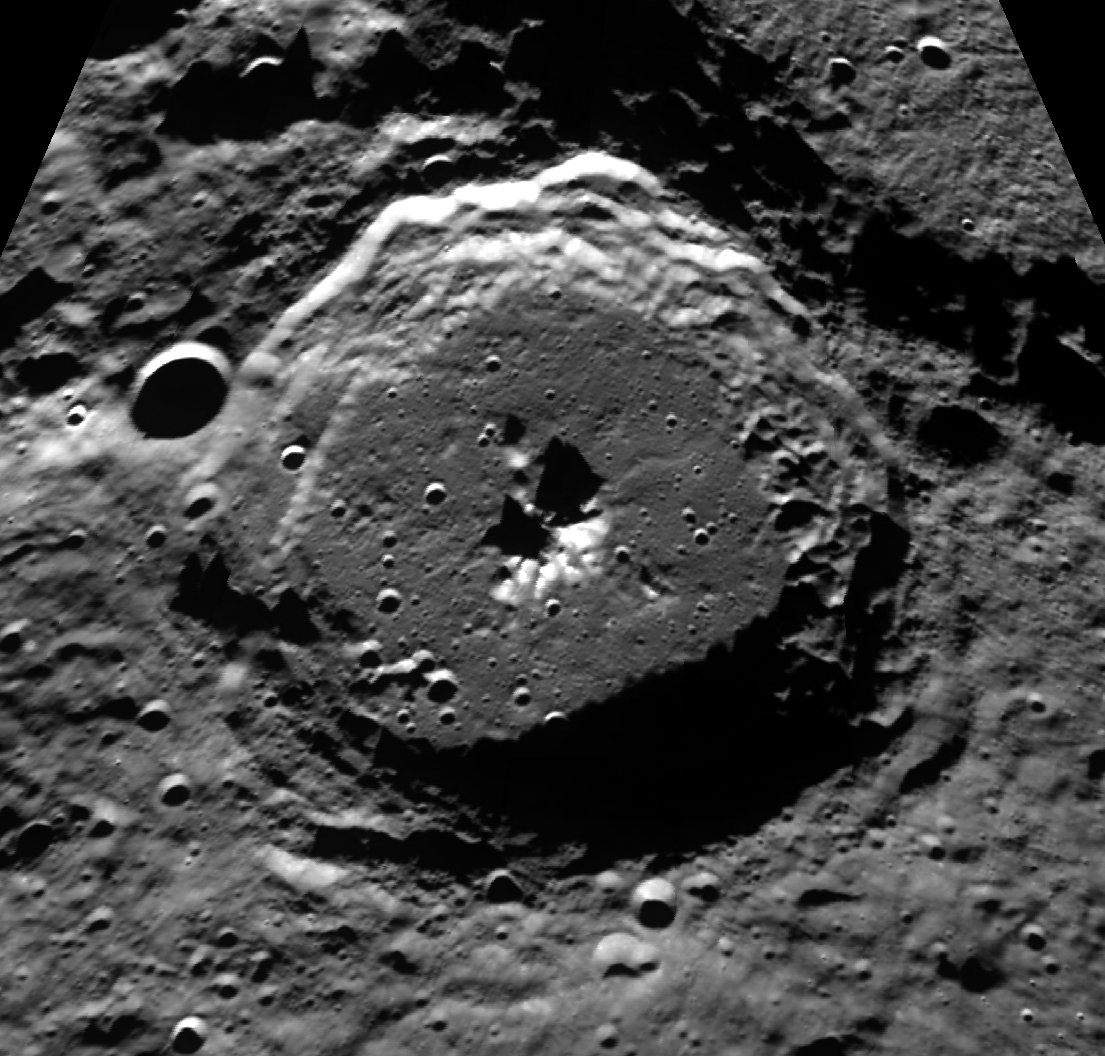
克莱门汀号拍摄的图像

该陨坑与北极点相距仅数百公里，东北侧连接了罗日杰斯特文斯基环形山，西北偏西紧邻赫维西环形山，米兰科维奇环形山和毕昇环形山分别位于它的西南偏南和西南偏西方。该陨坑中心月面坐标为81°38′N 176°43′E / 81.63°N 176.71°E，直径114.3公里，深度2.9公里。
普拉斯基特环形山外观呈多点外突的多边形状，损毁程度中等。陨坑外侧壁边沿清晰，沿南侧内壁显示有阶地状结构，但其它部分内壁则更粗糙且特色不明。坑壁高出周边地形约1530米，内部容积约为12100立方千米。碗状的坑底相对平坦，表面散布有许多小陨坑，中心点附近坐落了二座巍峨的中央峰。
由于该陨坑位于月球边沿且相对孤立，因此，被认为是未来一处理想的月球基地，在此可模拟火星登陆的任务。

## 卫星陨石坑
按惯例，最靠近普拉斯基特环形山的卫星坑将在月图上以字母标注在它的中心点旁边。

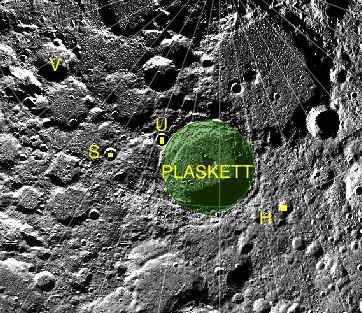
来自国际天文联合会网站的陨坑周边照片。

| 彼得曼 | 纬度    | 经度     | 直径    |
| ------ | ------- | -------- | ------- |
| H      | 80.2° N | 165.1° W | 20 公里 |
| S      | 81.6° N | 148.7° E | 17 公里 |
| U      | 83.0° N | 160.2° E | 14 公里 |
| V      | 82.5° N | 118.5° E | 49 公里 |

## 参引资料
1. 1 2 3 4  Lunar Impact Crater Database
2. ↑   (PDF).   [2016-11-19]. （原始内容存档 (PDF)于2017-08-05）.
3. ↑  .   [2016-11-19]. （原始内容存档于2019-08-05）.
4. ↑  Foing, Bernard H.; Josset, Jean-Luc. . ESA. March 1, 2007  [2007-09-11]. （原始内容存档于2012-10-15）.

## 另请参阅
- Andersson, L. E.; Whitaker, E. A. . NASA RP-1097. 1982.
- Blue, Jennifer. . USGS. July 25, 2007  [2007-08-05]. （原始内容存档于2015-05-26）.
- Bussey, B.; Spudis, P. . New York: Cambridge University Press. 2004. ISBN 978-0-521-81528-4.
- Cocks, Elijah E.; Cocks, Josiah C. . Tudor Publishers. 1995. ISBN 978-0-936389-27-1.
- McDowell, Jonathan. . Jonathan's Space Report. July 15, 2007  [2007-10-24]. （原始内容存档于2015-01-12）.
- Menzel, D. H.; Minnaert, M.; Levin, B.; Dollfus, A.; Bell, B. . Space Science Reviews. 1971, 12 (2): 136–186. Bibcode:1971SSRv...12..136M. doi:10.1007/BF00171763.
- Moore, Patrick. . Sterling Publishing Co. 2001. ISBN 978-0-304-35469-6.
- Price, Fred W. . Cambridge University Press. 1988. ISBN 978-0-521-33500-3.
- Rükl, Antonín. . Kalmbach Books. 1990. ISBN 978-0-913135-17-4.
- Webb, Rev. T. W.  6th revised. Dover. 1962. ISBN 978-0-486-20917-3.
- Whitaker, Ewen A. . Cambridge University Press. 1999. ISBN 978-0-521-62248-6.
- Wlasuk, Peter T. . Springer. 2000. ISBN 978-1-85233-193-1.